# Бджолоїдка рожевоголова
Бджолоїдка рожевоголова (Nyctyornis amictus) — вид сиворакшоподібних птахів родини бджолоїдкових (Meropidae).

## Поширення
Вид поширений в Південно-Східній Азії. Трапляється на півдні М'янми і Таїланду, в Малайзії, Сінгапурі, на Суматрі, Калімантані та деяких сусідніх дрібних островах.

## Опис
Птах завдовжки 27-31 см, вагою 61-92 г. Основне забарвлення зеленого кольору, лише лоб рожевого, а горло яскраво червоного кольору. Дзьоб довгий, вигнутий донизу, чорного кольору, але біля основи сірий. Хвіст довгий квадратний, крила загострені.

## Спосіб життя
Раціон складається з летючих комах, переважно перетинчастокрилих, а також жуків, бабок, прямокрилих та метеликів. Гніздо облаштовує у довгих тунелях, які викопує на піщаних ярах, урвищах, берегах річок. Колоній не утворює.